# Подсмігель
Подсмігель (пол. Podśmigiel, нім. Podschmiegel) — село в Польщі, у гміні Смігель Косцянського повіту Великопольського воєводства.
У 1975-1998 роках село належало до Лешненського воєводства.